# Kommissarie Maigret

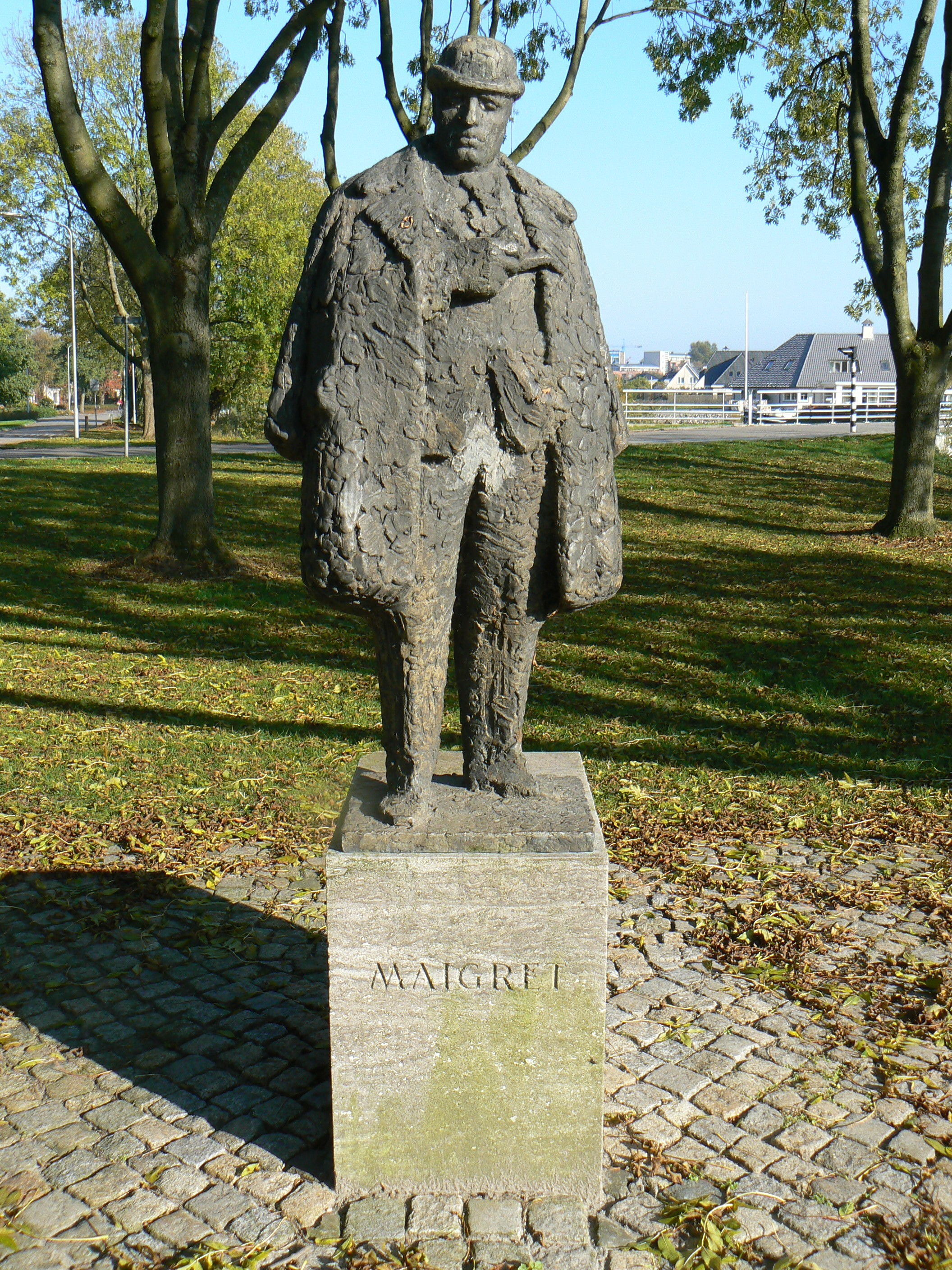
En staty som föreställer Kommissarie Maigret i Delfzijl.

Kommissarie Maigret, Jules Maigret, är en fiktiv person som figurerar i 76 romaner och ett tjugotal noveller av den belgiske författaren Georges Simenon.
Maigret har ett barskt utseende, är axelbred och imponerande. Ibland är han bullersam, men oftast är han lugn och eftertänksam. Han röker pipa och dricker öl på barer i Paris och på landsbygden. Han föddes i slutet av 1800-talet eller i början av 1900-talet; uppgifterna skiftar mellan olika berättelser. 
Madame Maigret, Louise, står vid hans sida och är en lyssnande och förstående samtalspartner, hon servar honom med kaffe på sängen och väntar med mat på bordet när han kommer hem. Tillsammans fick de ett barn som dog vid födseln. 
Maigret löser fallen genom samtal, genom att försöka leva sig in i de inblandade personerna och genom sin egen instinkt. 
Böckerna skrevs och publicerades mellan 1930 och 1972. Berättelserna utspelar sig nästan uteslutande i Frankrike och huvudsakligen i Paris.

## Böckerna
De flesta av romanerna om Maigret är översatta till svenska. Se bibliografi

## Adaptioner

### Film och TV-serier
Redan på 1930-talet gjordes filmatiseringar av Maigret. Närmare 30 olika skådespelare har gestaltat kommissarien. Filmer och TV-serier har gjorts i Frankrike, Tyskland, England, Holland, Italien, Ryssland och Japan.
2016 var det premiär för den första TV-filmen av två med Rowan Atkinson som kommissarie Maigret. 2018 släpptes ytterligare två i samma svit.

### Tecknade serier
- 1950 - 53 tecknade Jacques Blondeau femton berättelser, omfattande 1473 strippar, distribuerade av Opera Mundi.
- 1969 gjordes ett album, L'affaire Nahour, av Camille Dulac (text) och Rumeu (teckningar).
- 1992 - 97 producerades fem album av Odile Reynaud (text), Philippe Wurm och Frank Brichau (teckningar), utgivna av Claude Lefrancq.

## Mer om Kommissarie Maigret
- Bilder på 90-talets seriealbum och information om utgivning.
- Filmografi.

## Fotnoter
1. ↑  Exempel på olika tidsangivelser; i "Maigret och den dödsdömde" från 1931 uppges kommissarien vara 45 år, i boken "Maigret reser hem" från 1932 är han 42 år. I "Maigret och mannen som måste döda" som utkom 1969 och även tydligt utspelar sig i slutet av 1960-talet har kommissarien två år kvar till sin 65 årsdag.